# Csata a Zengőn

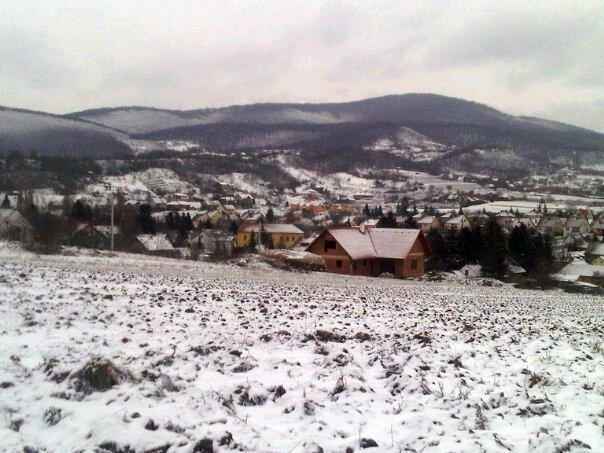
A hegy Hosszúhetényből.

A Zengő-hegyi csata vagy csata a Zengőn környezetvédők és a környező települések lakóinak akciója volt 2004. február 13-án, melynek során megakadályozták, hogy fakivágó munkások az érvényes engedélyek birtokában és biztonsági őrök kíséretében megkezdjék a Zengő hegyre tervezett NATO rádiólokátor-állomás építéséhez szükséges munkájukat.

## Előzmények
A kormány egy 1998-as vállalás alapján korszerű 3D radarállomást kívánt építeni a Zengőn, jórészt a NATO finanszírozásában. Ez egy három magyarországi állomásból álló rendszer része lett volna: a másik két állomás Békéscsaba közelében, illetve Bánkúton már felépült, az eredetileg a Zengőre tervezett harmadik csak sok évvel később. A  másik két radar tesztüzemben működni kezdett, de a rendszer teljes hatékonyságú működéséhez szükség volt a harmadik radarra is.
A Honvédelmi Minisztérium a NATO finanszírozásával három helyszínen tervezett új lokátorokat létesíteni, a harmadik helyszín a Mecsek legmagasabb pontja, a Zengő, amely értékes természetvédelmi terület, és jelentős természetkárosítással járna a beruházás. A tervezett NATO-lokátor ellen helyi szervezetek már több éve tiltakoznak, több alkalommal szerveztek demonstrációkat, útlezárást. Ez a  beruházás, az akkor (2004. február) százezer forint természetvédelmi értékű, fokozottan védett bánáti bazsarózsa (Paeonia officinalis subsp. banatica) egyik legfontosabb élőhelyét is veszélyeztette.
A Honvédelmi Minisztérium felkérésére 2001 nyarán elvégzett és egyedülállónak aposztrofált kísérlet, melyben a lokátorhoz tervezett út nyomvonalából 12.000 védett növényt ültettek át, teljes kudarccal végződött: az átültetett növények 90%-a elpusztult, ráadásul a nyomvonalban jelenleg több mint 90 millió forint természetvédelmi értékű bánáti bazsarózsa és egyéb védett növény hajtott ki. Ennek dokumentálására a Civilek a Zengőért Mozgalom ismeretterjesztő filmet is készített.

## A „csata”
Az időzítés azért volt fontos, mert a következő napokban lejárt volna az a határidő, amikor még törvényesen lehetett volna fákat kivágni a hegytetőn.
A környezetvédők nem szálltak szembe a biztonsági őrökkel, ehelyett testükkel védték a kivágandó fákat és amikor közülük valakit elvonszoltak, más állt a helyébe. Az órákig tartó huzakodásnak az vetett véget, hogy a helyiek szervezte riadóláncnak köszönhetően egyre többen érkeztek a hegyre, ráadásul a helyszínen tévékamerák és rendőrök is megjelentek.
A huzakodásban egy Greenpeace-aktivista könnyebben megsérült. A vérző fejéről készült fotók, egy hosszúhetényi amatőr videófelvételei és a beszámolók az incidensről bejárták az országos médiát és jelentősen hozzájárultak ahhoz, hogy tovább romlott az amúgy is népszerűtlen Zengő-projekt társadalmi megítélése.
A konfliktus a környezetvédők győzelmével ért véget. A „riadókészültséget” a helyiek a következő hónapokban is fenntartották, de nem került sor újabb próbálkozásra a fák kivágására.

## Az összetűzés utóélete
A Zengő-lokátor projekt ellen harcoló civil szervezetek – Civilek a Zengőért Mozgalom, Greenpeace, Védegylet és magánszemélyek – többek közt Sólyom László későbbi köztársasági elnök – környezetvédők szerint a Bős–nagymarosi vízlépcső építésének meghiúsítása óta a legszélesebb társadalmi összefogást valósították meg környezetvédelmi ügyben. A Környezet- és Természetvédő Szervezetek XIV. Országos Találkozóján 2004-ben a három frissen alapított díj közül kettőt a Zengő-védők kaptak, az év környezetvédelmi akciója a Zengő-hegy természeti értékeinek megőrzéséért folytatott demonstráció lett.
A következő választások előtti évben a kormány hivatalosan is lemondott arról, hogy az egyedi állat- és növényvilágú, szigorúan védett növényeknek (így a bánáti bazsarózsának) élőhelyeket adó Zengőn építse fel a lokátort. A kiszemelt új helyszín a Pécshez közeli Tubes. Mivel az új helyszínt is sok kritika érte, 2007. március 2-án a lokátorról Pécsett népszavazást tartottak, mely az alacsony részvétel miatt eredménytelennek minősült. A kormány ezután a radar Tubesen történő felépítése mellett döntött, ami további tiltakozásokat és politikai vitákat váltott ki.
A helyszín kiválasztása körüli viták miatt Magyarország hosszú ideig nem tudott eleget tenni NATO-vállalásainak. Végül a radarállomás a Tolna megyei Medina közelében épült fel.

## Emléktúra
A „csata” emlékére a Civilek a Zengőért Mozgalom az évfordulóhoz legközelebb eső hétvégén minden évben emléktúrát rendez, amelynek során a pécsváradiak és a hosszúhetényiek külön indulva (a hozzájuk csatlakozó, messzebbről érkezett természetvédőkkel együtt) a hegy tetején találkoznak.